# 普賴爾崖
73°53′S 100°0′W / 73.883°S 100.000°W
普賴爾崖（英語：Pryor Cliff），是南極洲的山崖，位於埃爾斯沃思地，屬於哈德森山脈的一部分，處於尼肯斯山東北面9公里，美國地質調查局根據測量和該國海軍的空中照片繪入地圖，現時由南極條約體系管理。